# Walker's Collectibles
Walker's Collectibles è il sesto album discografico di Jerry Jeff Walker, pubblicato dall'etichetta discografica MCA Records nel novembre 1974.

## Tracce
Lato A
1. Salvation Army Band – 3:40 (Jerry Jeff Walker, Milton Carroll)
2. Will There Be Any – 2:08 (Jerry Jeff Walker)
3. She Left Me Holdin' – 4:33 (Jerry Jeff Walker, Milton Carroll)
4. I Like to Sleep Late in the Morning – 3:41 (S. David Cohen (Blue))
5. My Old Man – 7:10 (Jerry Jeff Walker)

Durata totale: 21:12
Lato B
1. Rock Me Roll Me – 5:21 (Gary P. Nunn)
2. The First Showboat – 5:37 (Billy C (Will Callery))
3. Well of the Blues – 4:28 (Gary P. Nunn)
4. Wingin' It Home to Texas – 3:31 (Jerry Jeff Walker)
5. O. D. Corral – 3:04 (Jerry Jeff Walker, Cookie DeShay)

Durata totale: 22:01

## Musicisti
The Lost Gonzo Band
- Jerry Jeff Walker - chitarra ritmica, chitarra acustica, voce
- Gary P. Nunn - pianoforte
- Gary P. Nunn - organo (brani: My Old Man e She Left Me Holdin')
- Gary P. Nunn - accordion (brano: Well of the Blues)
- Gary P. Nunn - voce solista, chitarra ritmica (brano: Rock Me Roll Me)
- Robert Livingston - basso, accompagnamento vocale
- Robert Livingston - pianoforte (brano: She Left Me Holdin')
- Robert Livingston - mandolino (brani: First Showboat, Well of the Blues e My Old Man)
- John Inmon - chitarra elettrica solista, chitarra acustica
- John Inmon - basso, accompagnamento vocale (brano: First Showboat)
- Kelly Dunn - organo, sintetizzatore arp
- Kelly Dunn - basso (brani: She Left Me Holdin' e My Old Man)
- Tomas Ramirez - sassofono tenore, sassofono baritono, clarinetto
- Jimmy Baker - trombone a pistoni
- Donny Dolen - batteria, percussioni

Ospiti:
- Milton Carroll - chitarra acustica, accompagnamento vocale (brano: She Left Me Holdin)
- Billy C. - banjo (brano: First Showboat)
- Alvin Crow - violino (brano: My Old Man)
- Earl Ely - dobro (brano: My Old Man)
- Bill Joors - tromba (brano: Rock Me Roll Me)
- Karen Brooks - accompagnamento vocale

Note aggiuntive:
- Michael Brovsky - produttore (per la Free Flow Productions)
- Registrato al Odyssey Sound (Rap Cleaners) di Austin, Texas ed al Castle Creek di Austin, Texas nel luglio 1974
- Martin Lennard - ingegnere delle registrazioni e del remixaggio
- John Engle - assistente ingegnere delle registrazioni
- Remixaggio: Odyssey Sound di Austin TX; Sound Ideas Studios di New York City; Area 914 Studio di Blauvelt, New York
- Fotografia della copertina e interno album: Scott Newton
- Liner fotografica: Melinda Wickman[2]

## Classifica
Album
| Anno | Classifica    | Posizione raggiunta |
| ---- | ------------- | ------------------- |
| 1975 | Billboard 200 | 141                 |